# Liu Qizhen
Liu Qizhen (né le 17 septembre 1995) est un athlète chinois, spécialiste du lancer de javelot.
Il mesure 1,85 m pour 95 kg. En 2017, il est classé 5e lors des Championnats d'Asie à Bhubaneswar. En 2018, il est 2e lors du Grand Prix, IAAF World Challenge, à Osaka en 81,53 m. Il porte son record personnel à 82,22 m pour remporter la médaille d'argent derrière Neeraj Chopra lors des Jeux asiatiques de 2018.
Son entraîneur est Guo Qing Xian (sport.gov.cn, 8 novembre 2017) et il étudie à l'Université des sports de Pékin.